# Штормове (Євпаторійський район)
Штормове́ (до 1930 року — Карт-Бій, крим. Qart Biy) — курортне село в Євпаторійському районі Автономної Республіки Крим. Знаходиться на західному узбережжі Кримського півострова.

## Опис
Розташоване в 25 кілометрах на північний захід від Євпаторії, поряд з селищем Мирний, між Чорним морем, Ойбурзьким озером і Аджібайчицьким озером.
На березі моря знаходяться широкі піщані пляжі, що приваблюють відпочивальників.
Має добре автобусне сполучення з залізничним вокзалом Євпаторії.
Події роману «У Штормовому – штиль» Сергія Скришевського відбуваються у Штормовому.
Зараз є перспективним курортним селищем, активно розвивається завдяки чистій воді та чудовим мілководним пляжам з сірим піском. Неглибокий берег робить пляжі привабливими для відпочинку з дітьми. Дуже пологий ухил сприяє швидкому прогріванню води.
Відкрито музей "Морські курйози", де представлені різноманітні предмети, винесені на берег штормами.

## Історія
Засноване на початку XX століття.
Первісна назва села — Карт-Бій-Аджи-Байчи або скорочено Карт-Бій. Пізніше переселенці-росіяни назвали село Вознесенівка. У 1930-ті роки назву змінили на Фрунзівку, а в 1970-ті на Штормове.

З 2004 до 2011 року у селі проходив міжнародний дитячий, молодіжний фестиваль аудіовізуальних мистецтв «Кришталеві джерела».

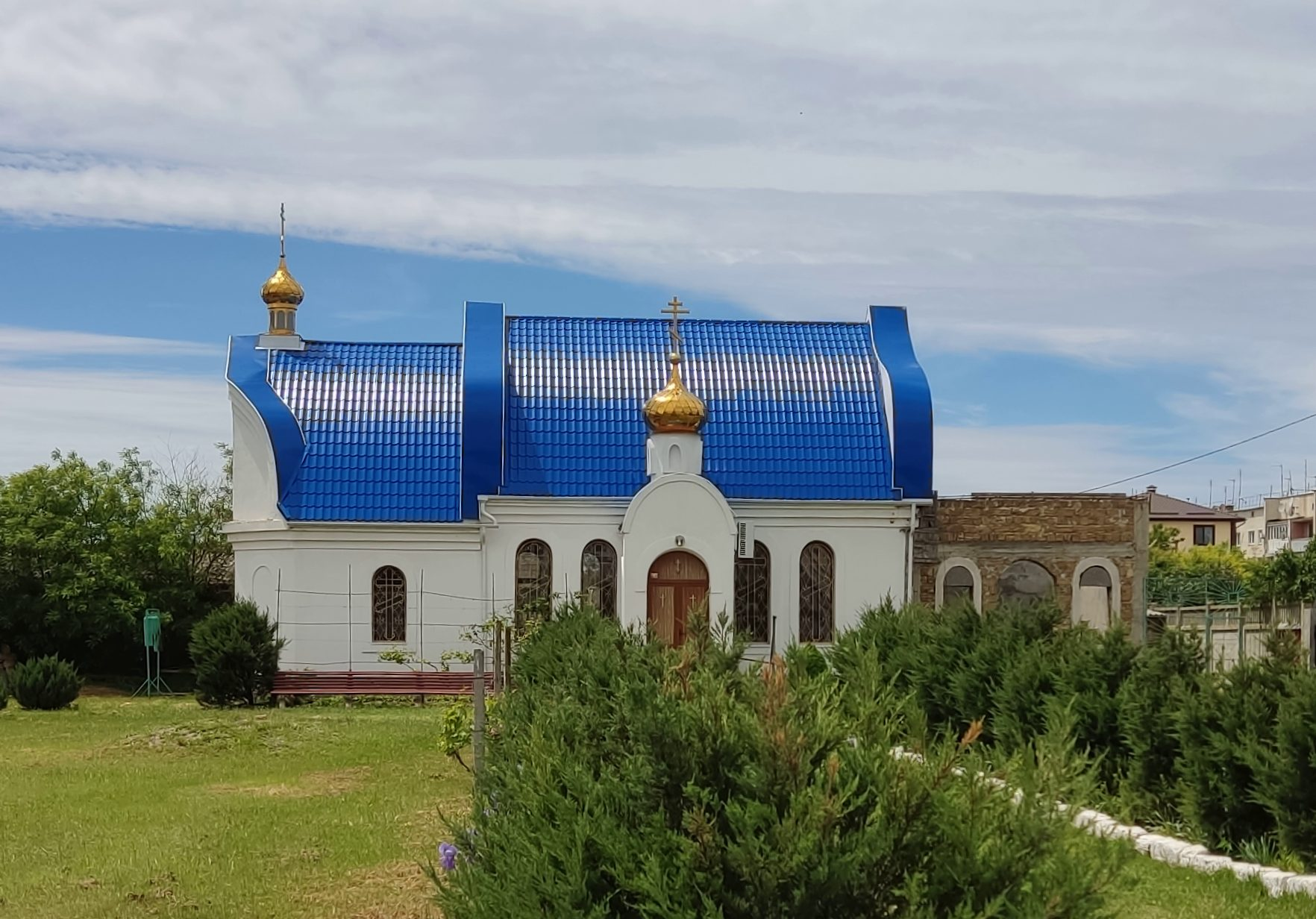
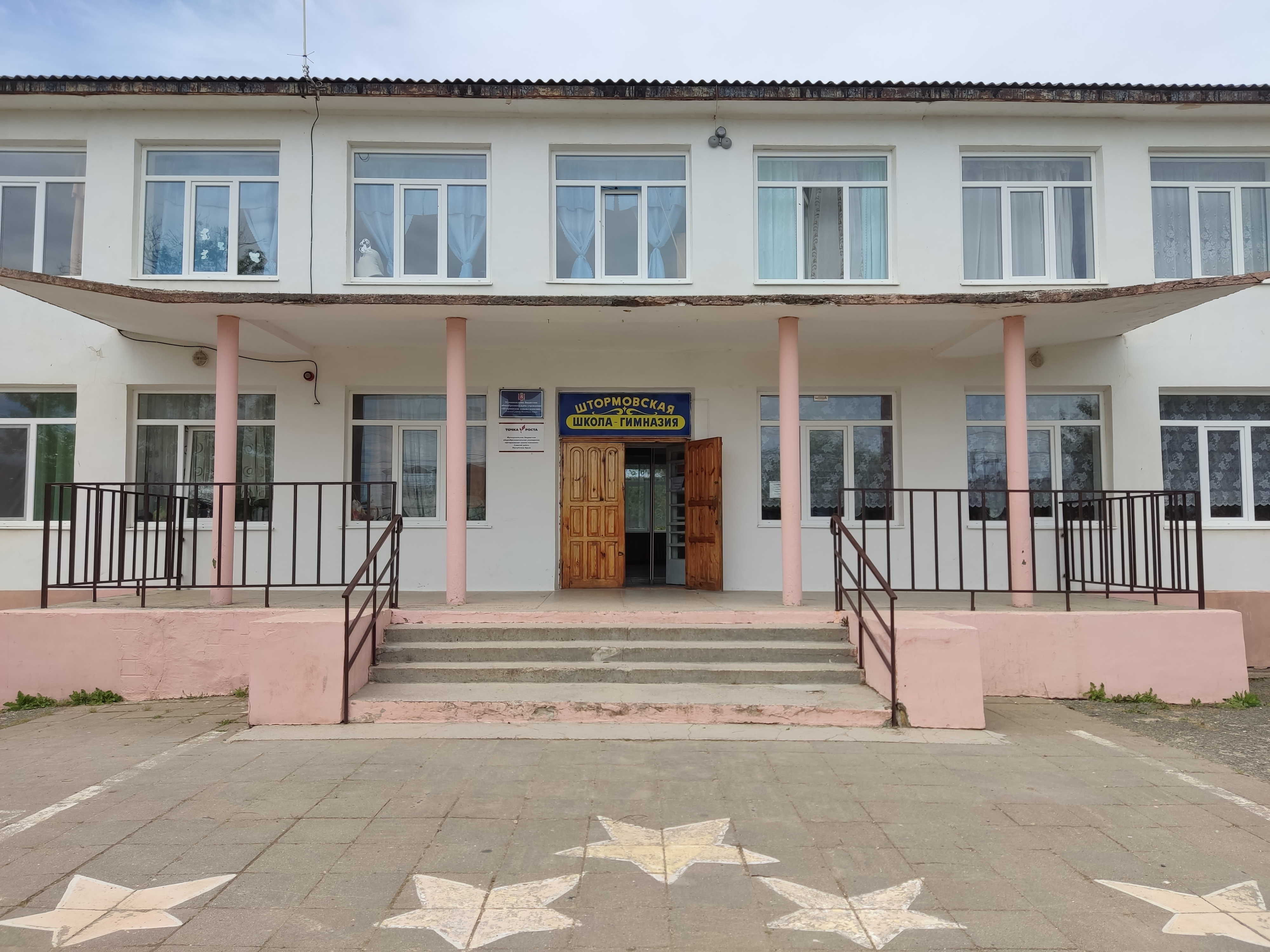
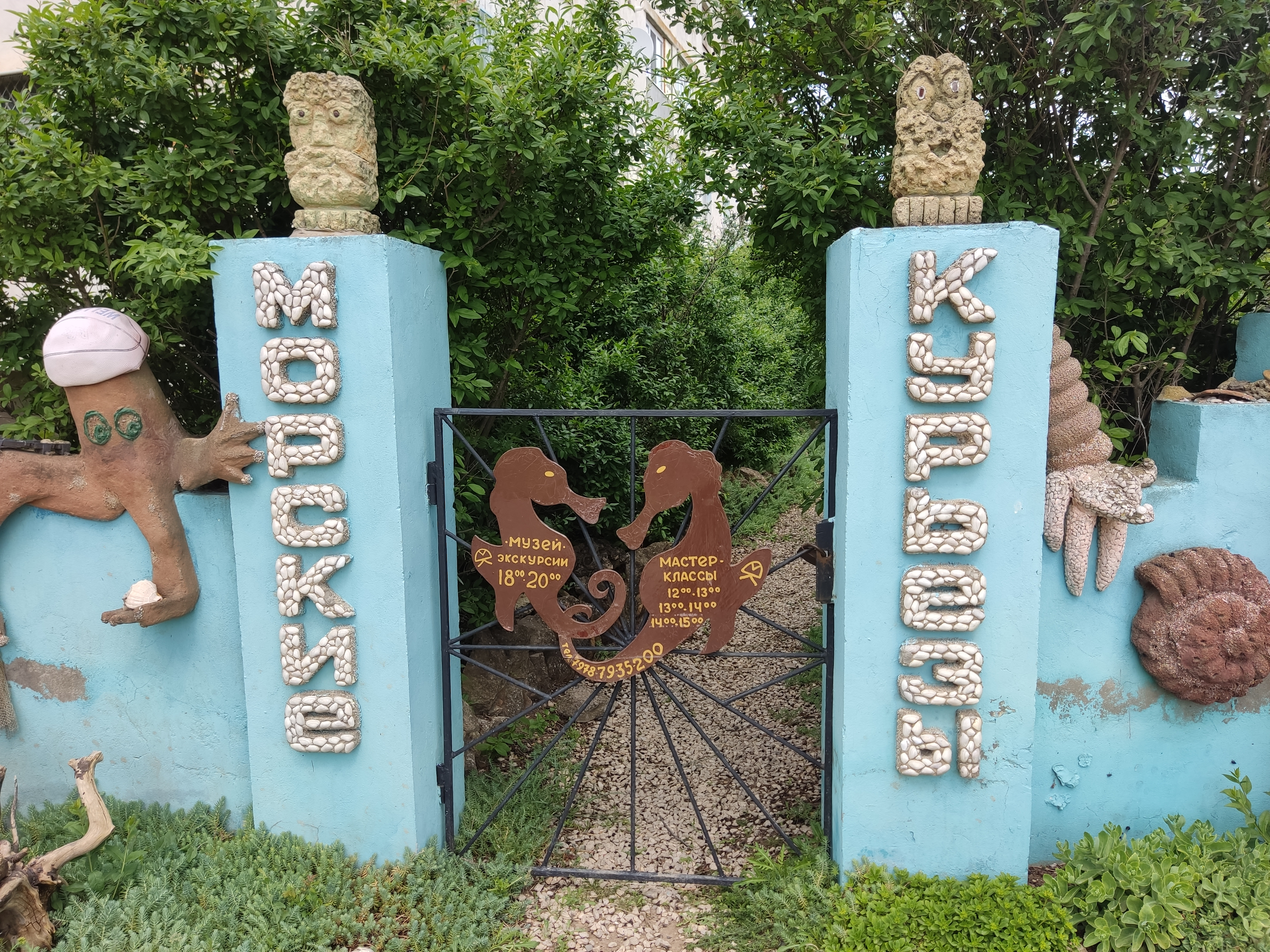
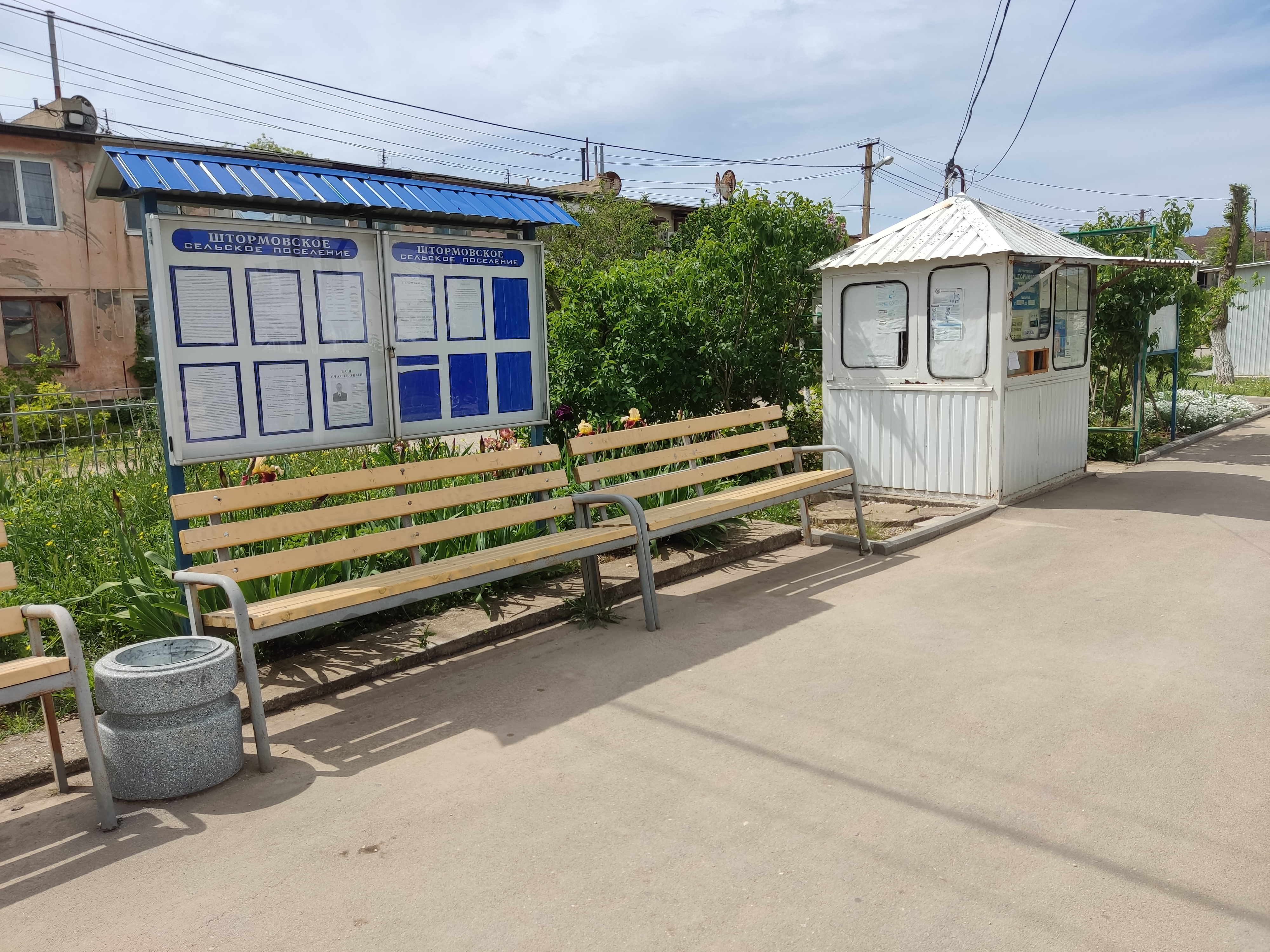
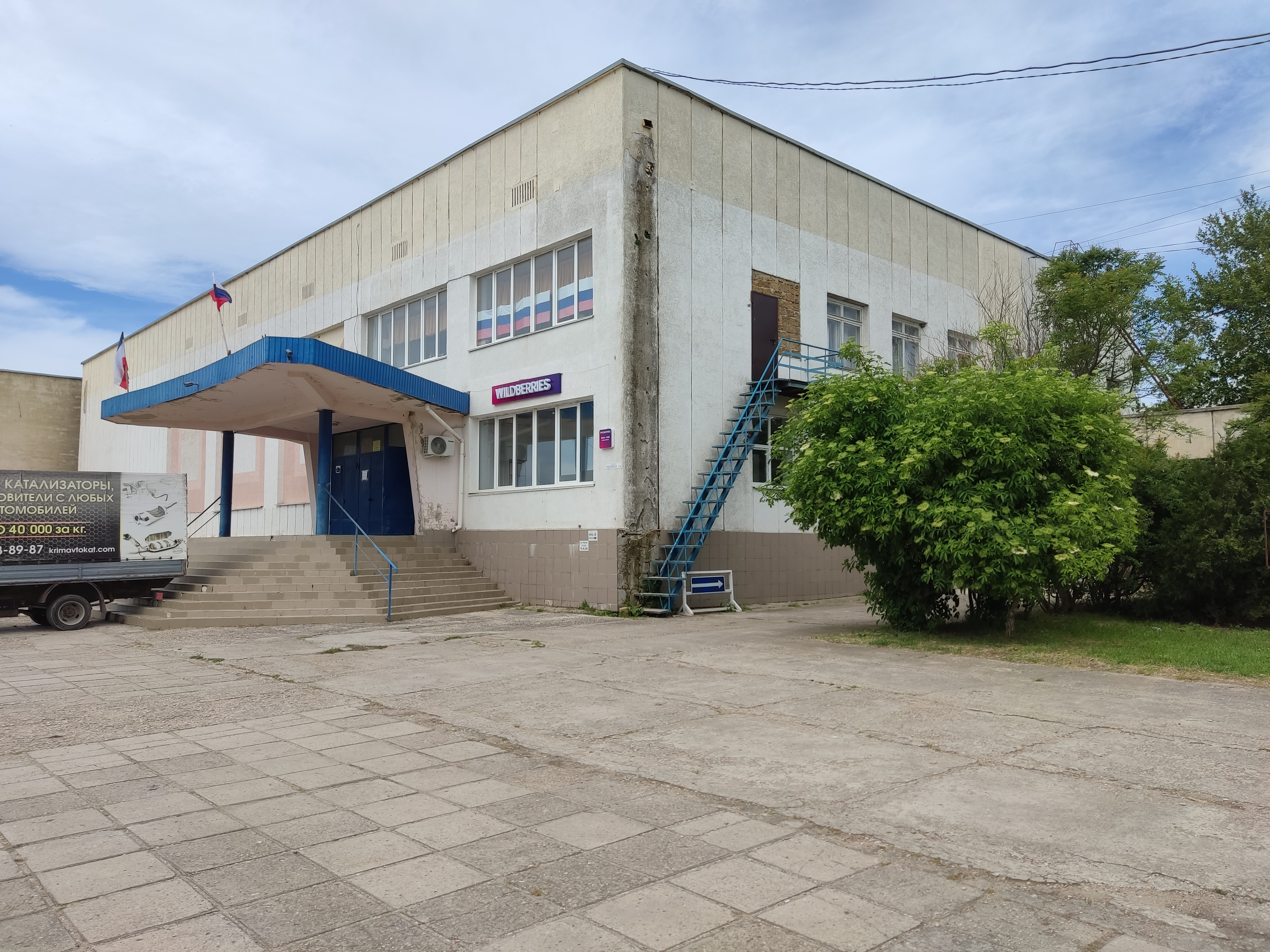
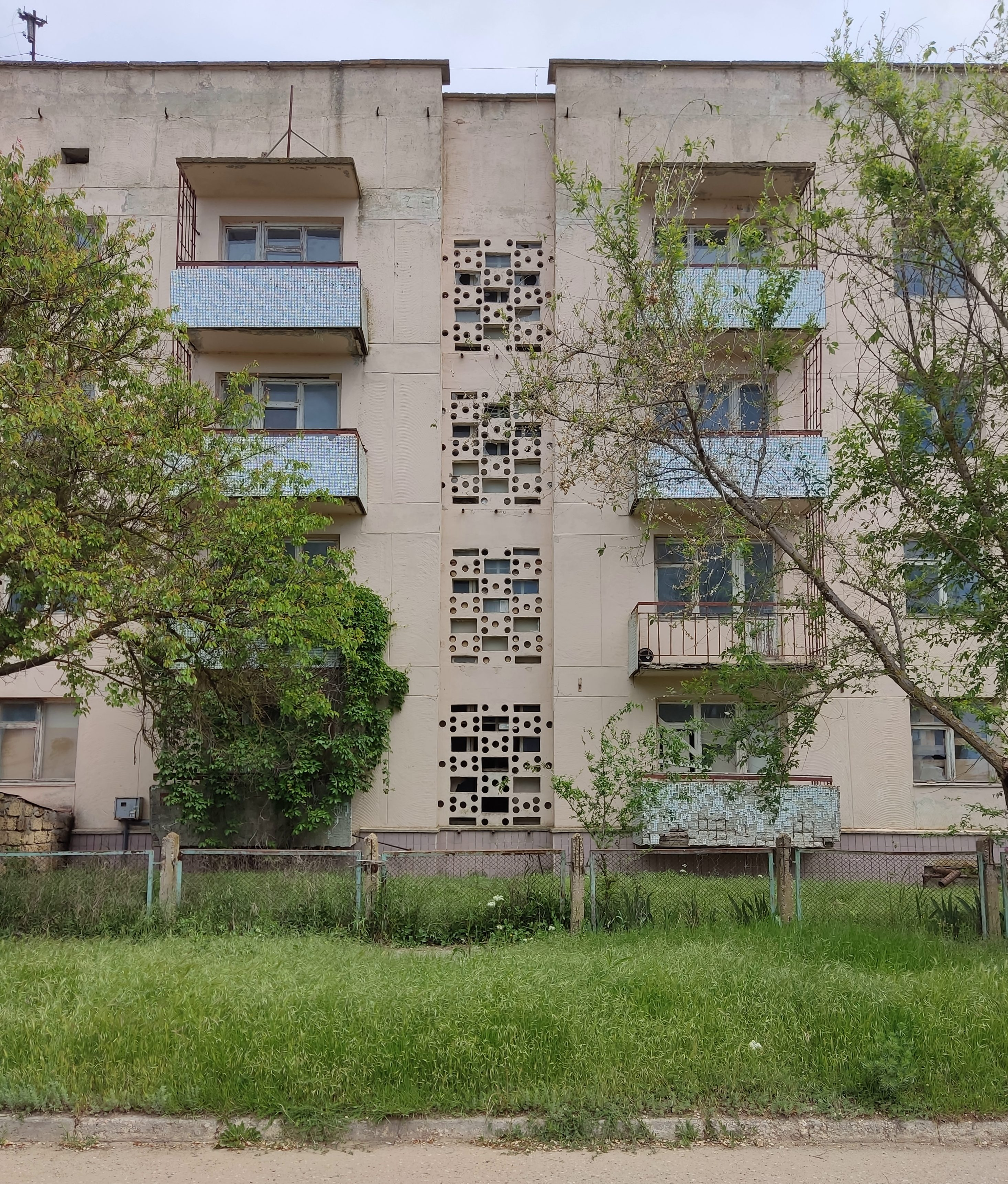
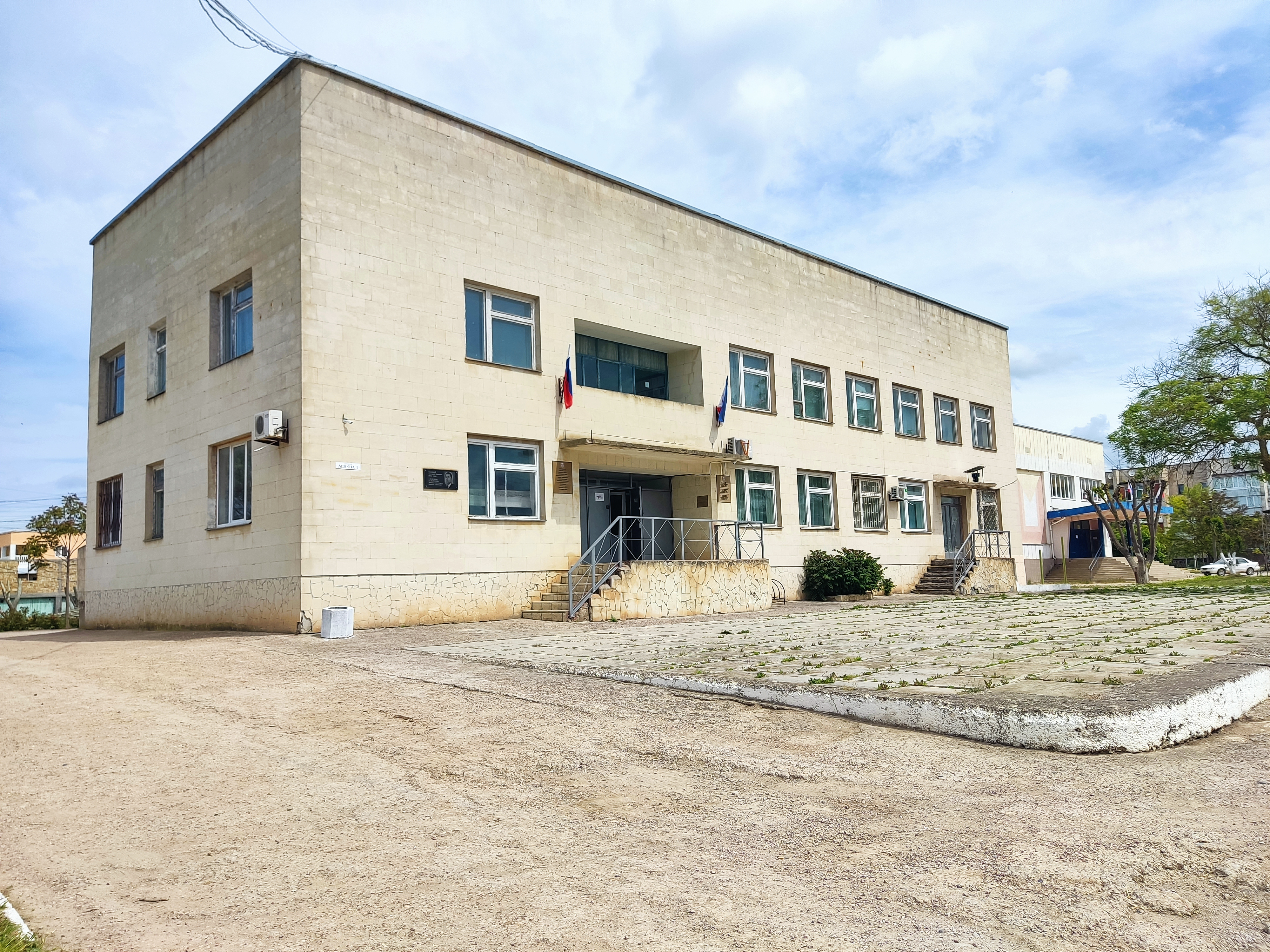
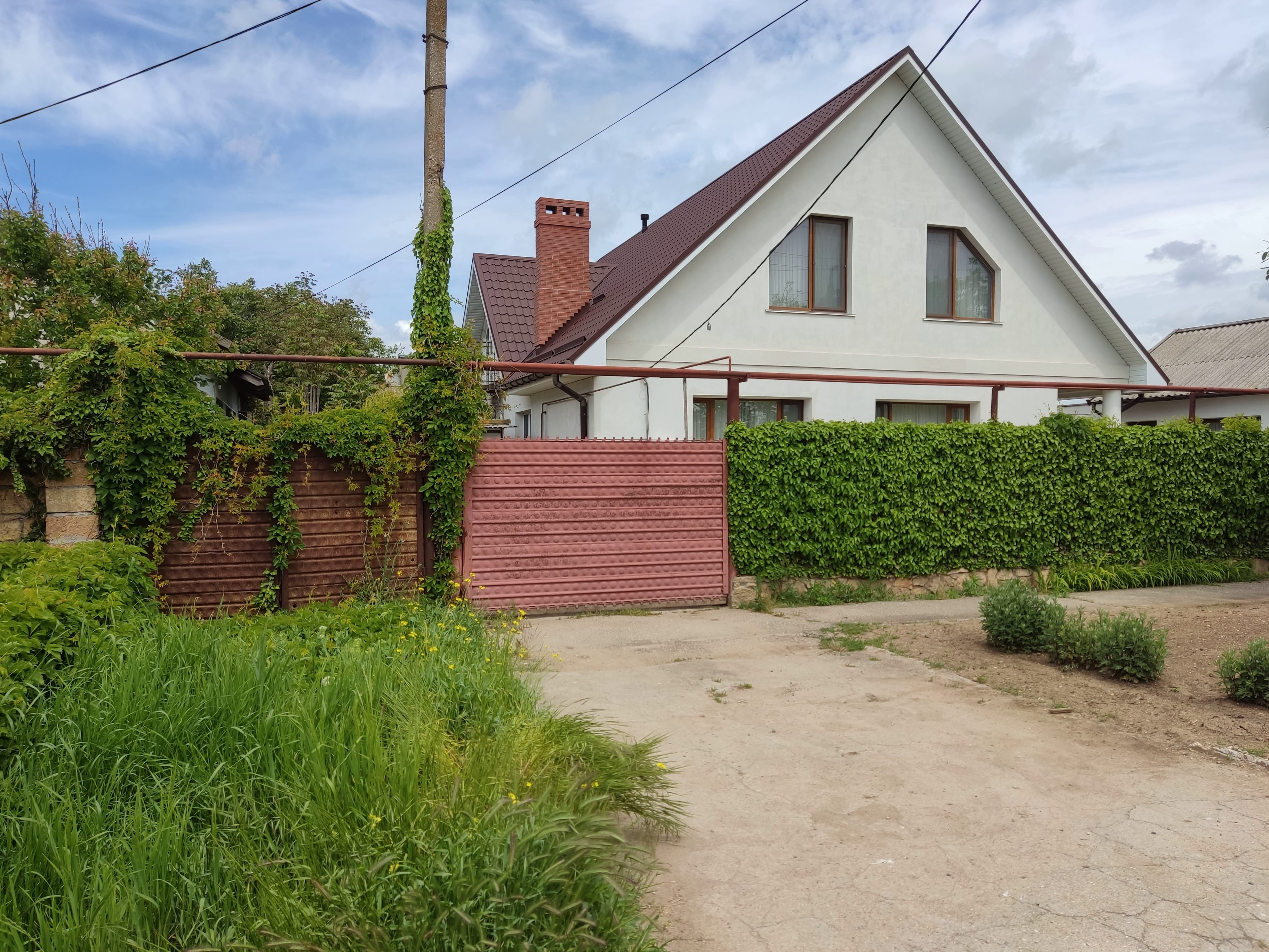
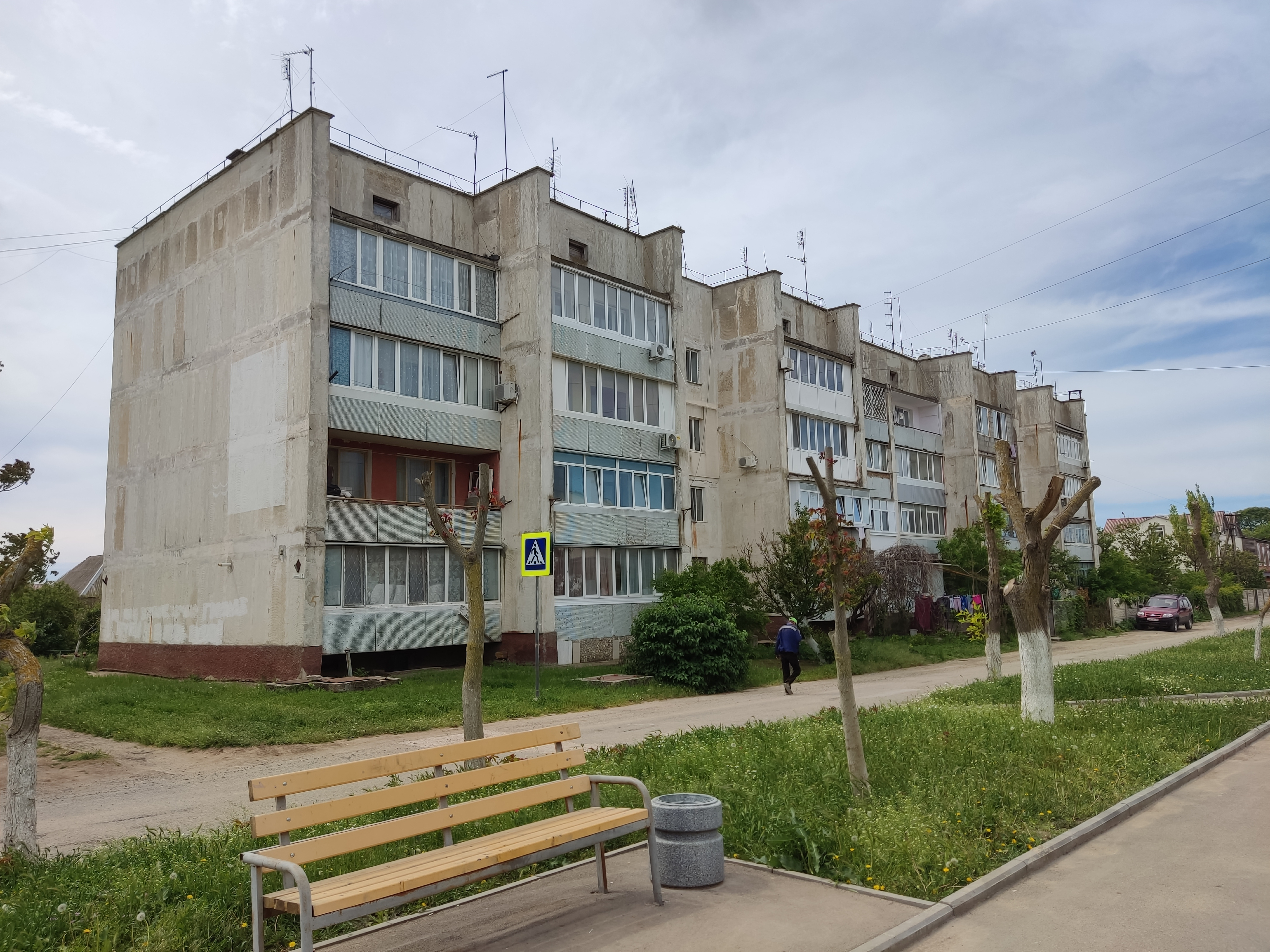
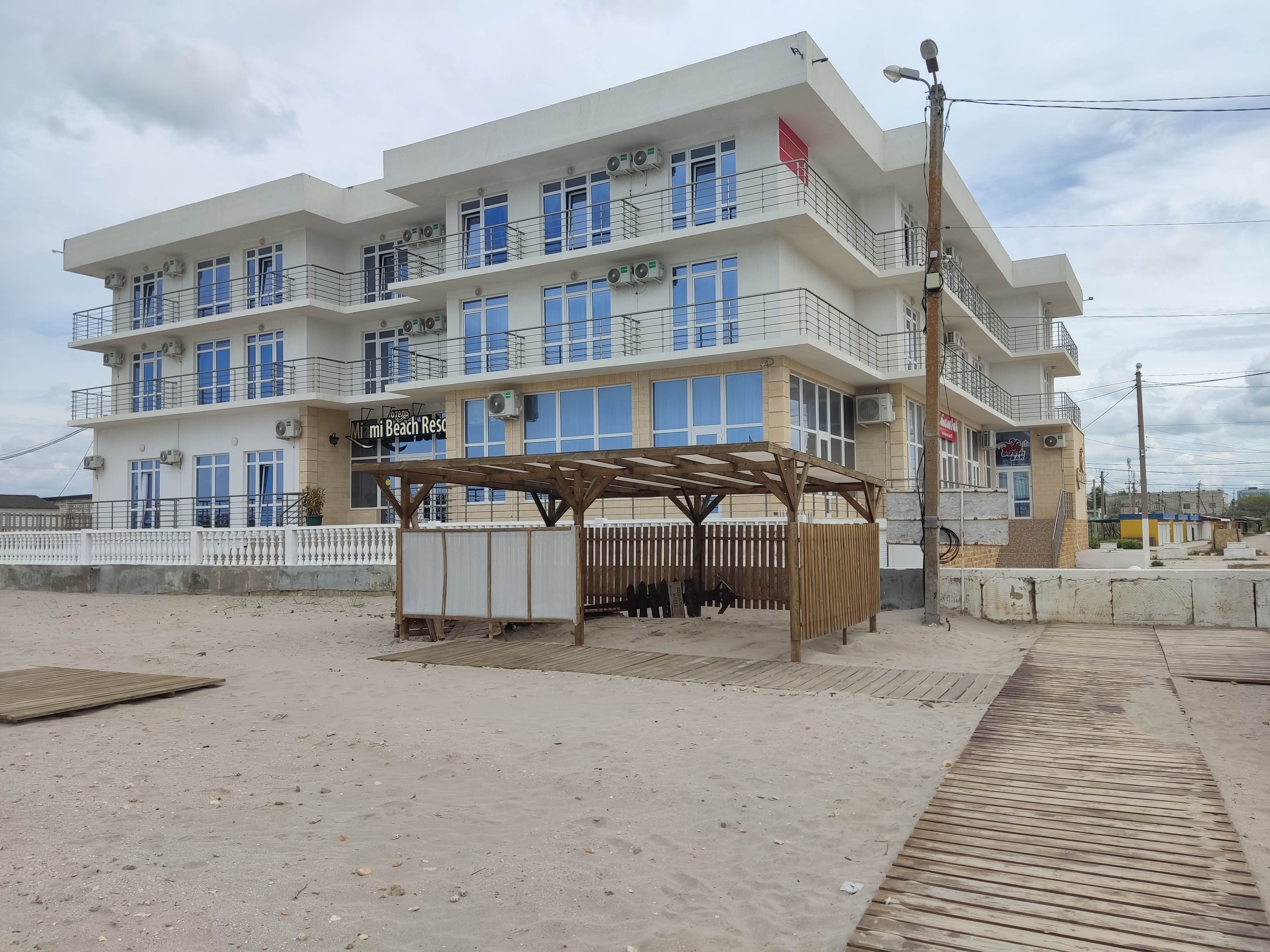
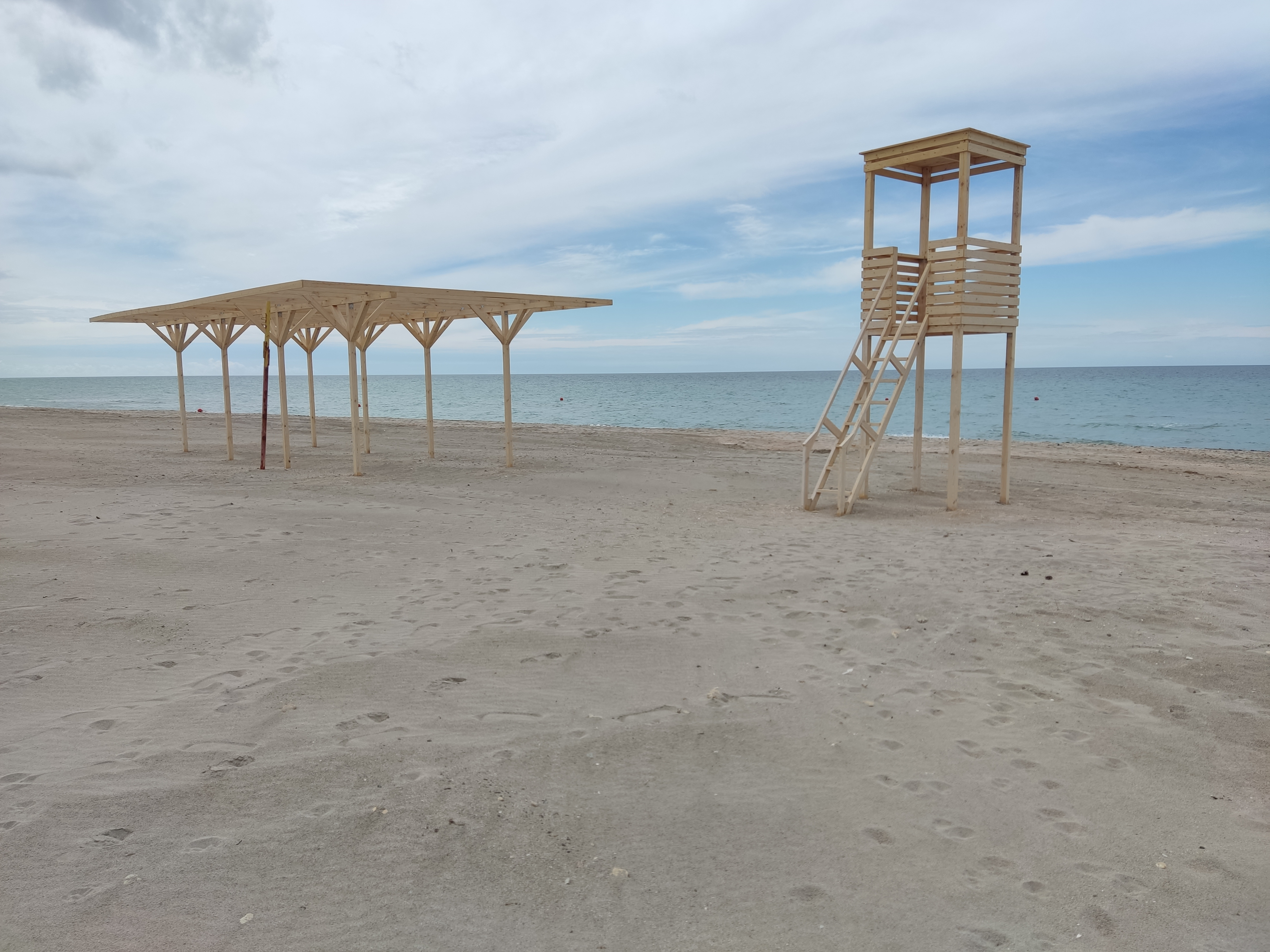
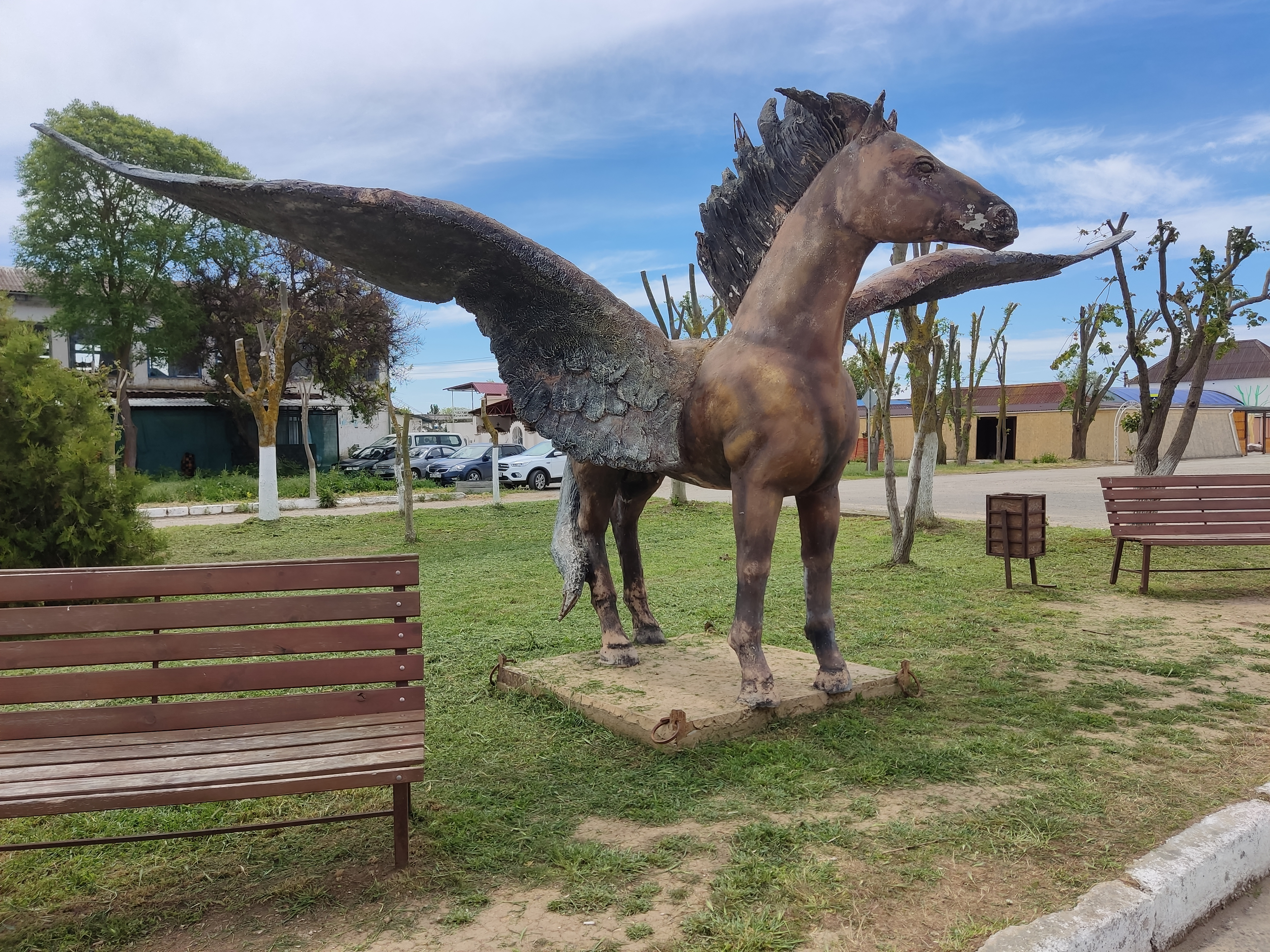